# 岸田吳服店

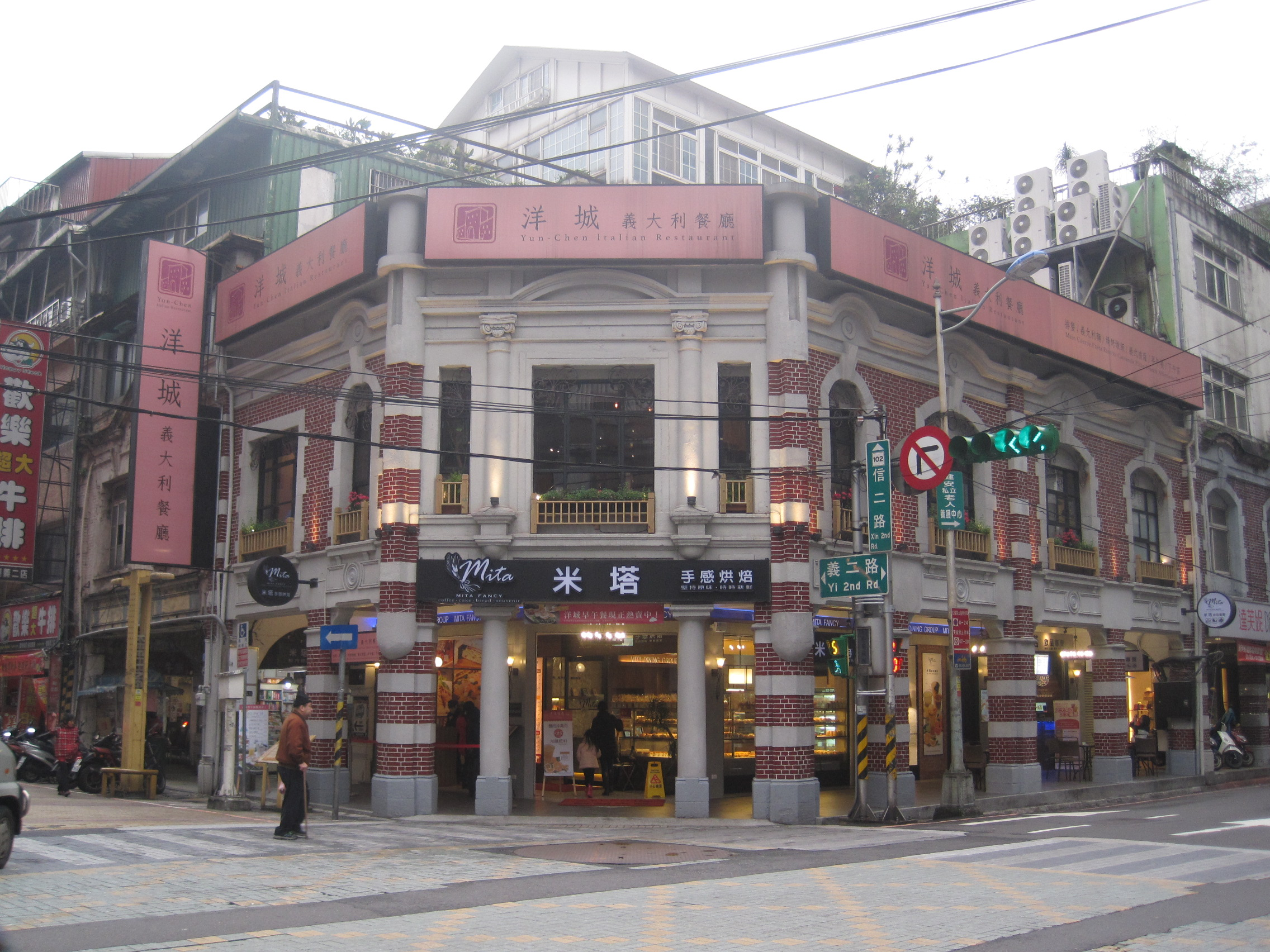
岸田吳服店今貌

岸田吳服店，是台灣日治時代的吳服店，位在義重町二丁目18番地（舊址：哨船頭192-7）

## 簡介
明治28年（1895年），前日本首相岸田文雄的曾祖父岸田幾太郎與岸田家兄弟多一郎等人一同來台，在基隆經營有木材、吳服等生意。明治32年（1899年），幾太郎改往韓國發展。由弟弟多一郎、光太郎與菊太郎繼續基隆生意的經營。岸田家於1913年買下義重町二丁目18番地現址（店主為多一郎），之後並在「岸田吳服店」西側增設咖啡店「岸田喫茶部」。
吳服店和喫茶部的建築物外觀至今仍保存完整，現為餐廳和書店。

## 脚注
1. 1 2  林宜錦. . www.facebook.com. 2021年9月30日  [2023-10-16].
2. ↑  『小傳 岸田正記』（博文社、1983年）。
3. ↑  .   [2023-04-05]. （原始内容存档于2023-04-07）.
4. ↑  .   [2023-04-05]. （原始内容存档于2023-04-06）.